# Туфилло
Туфилло (итал. Tufillo) — коммуна в Италии, расположена в регионе Абруццо, подчиняется административному центру Кьети.
Население составляет 566 человек, плотность населения составляет 27 чел./км². Занимает площадь 21 км². Почтовый индекс — 66050. Телефонный код — 0873.
Покровителями коммуны почитаются святой Вит, празднование 15 июня, а также святая Иуста.